# Phylloicus munozi
Phylloicus munozi is een schietmot uit de familie Calamoceratidae. De soort komt voor in het Neotropisch gebied.